# Trockenblume

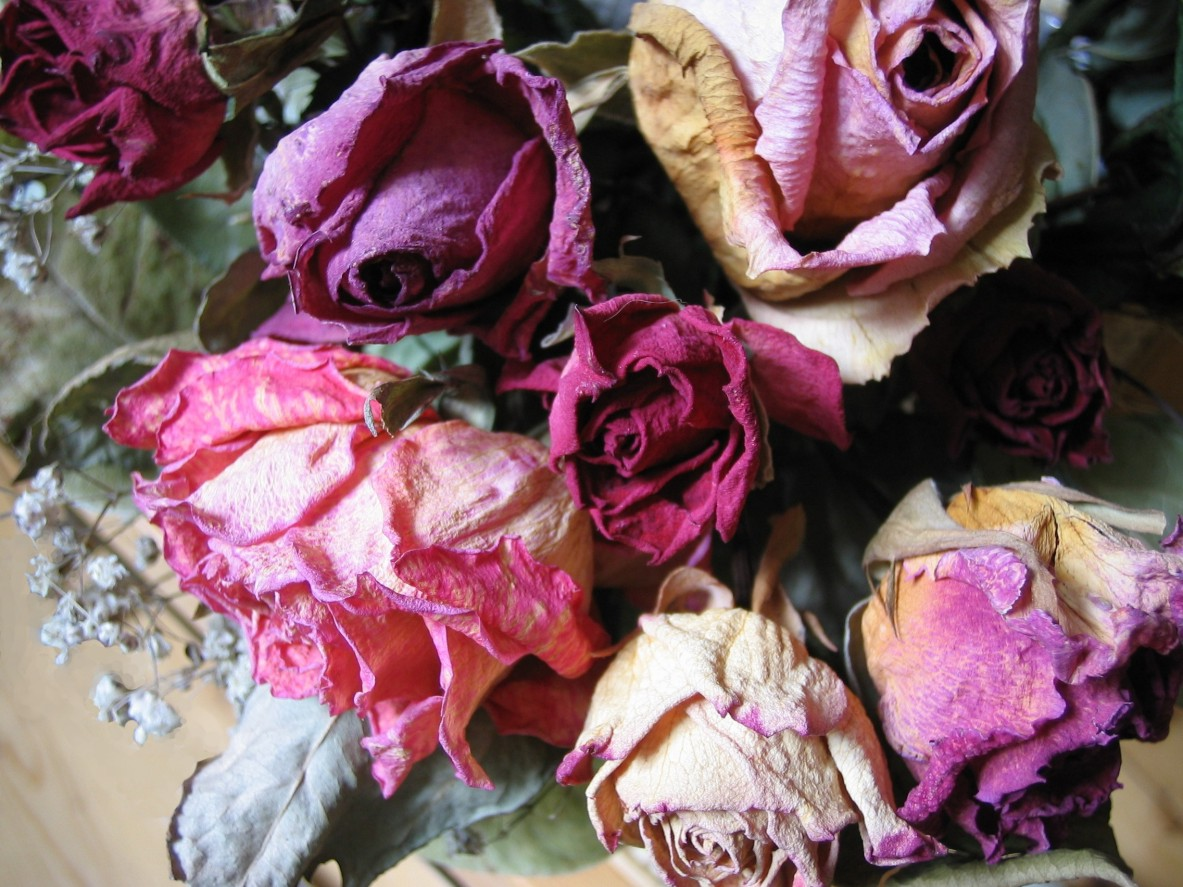
Trockenblumen (Rosen)

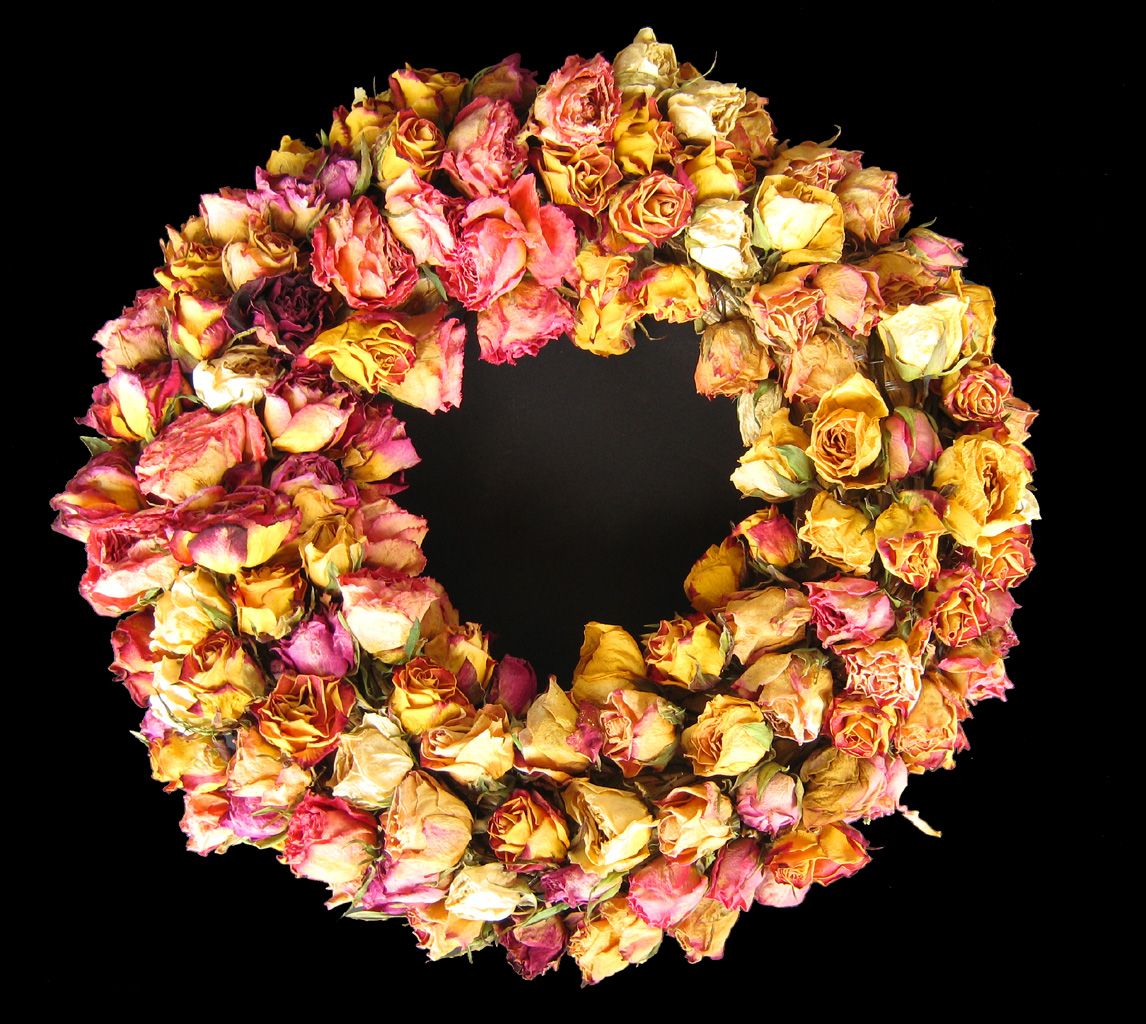
Kranz aus getrockneten Rosen

Als Trockenblumen werden im engeren Sinne Blumen bezeichnet, die im getrockneten Zustand für lange Zeit haltbar sind. Der Begriff kann aber auch als Sammelbezeichnung für alles gelten, was aus der belebten Natur stammt und länger als frische Schnittblumen aufbewahrt werden kann; dazu gehören Blüten, Zweige, Früchte, Blätter, Wurzeln, Rinden, Moose, Zapfen und selbst Pilze.

## Geschichte
Trockenblumen lassen sich über Jahre, gar Jahrhunderte aufbewahren. So wurden schon in der Vergangenheit getrocknete und gepresste Pflanzen bzw. Pflanzenteile in großer Zahl für wissenschaftliche Zwecke in Herbarien gesammelt. Parallel entwickelte sich auch die Faszination, Blumen außerhalb deren Saison oder geografischen Verbreitung zu besitzen, was durch die Trocknung möglich wurde. Die Ästhetik getrockneter Pflanzen ist eine wesentlich andere als die frischer.
Wichtig und interessant waren die Fortschritte im Trocknen weicher Blumen wie Rosen, Malven, Nelken, Astern und Veilchen, mit dem man Mitte des 19. Jahrhunderts begonnen hatte. Die schönsten der in Fachkreisen auch Immortellen genannten Trockenblumen kamen um 1890 aus Frankreich, vom Kap und aus Australien.

## Prozedur

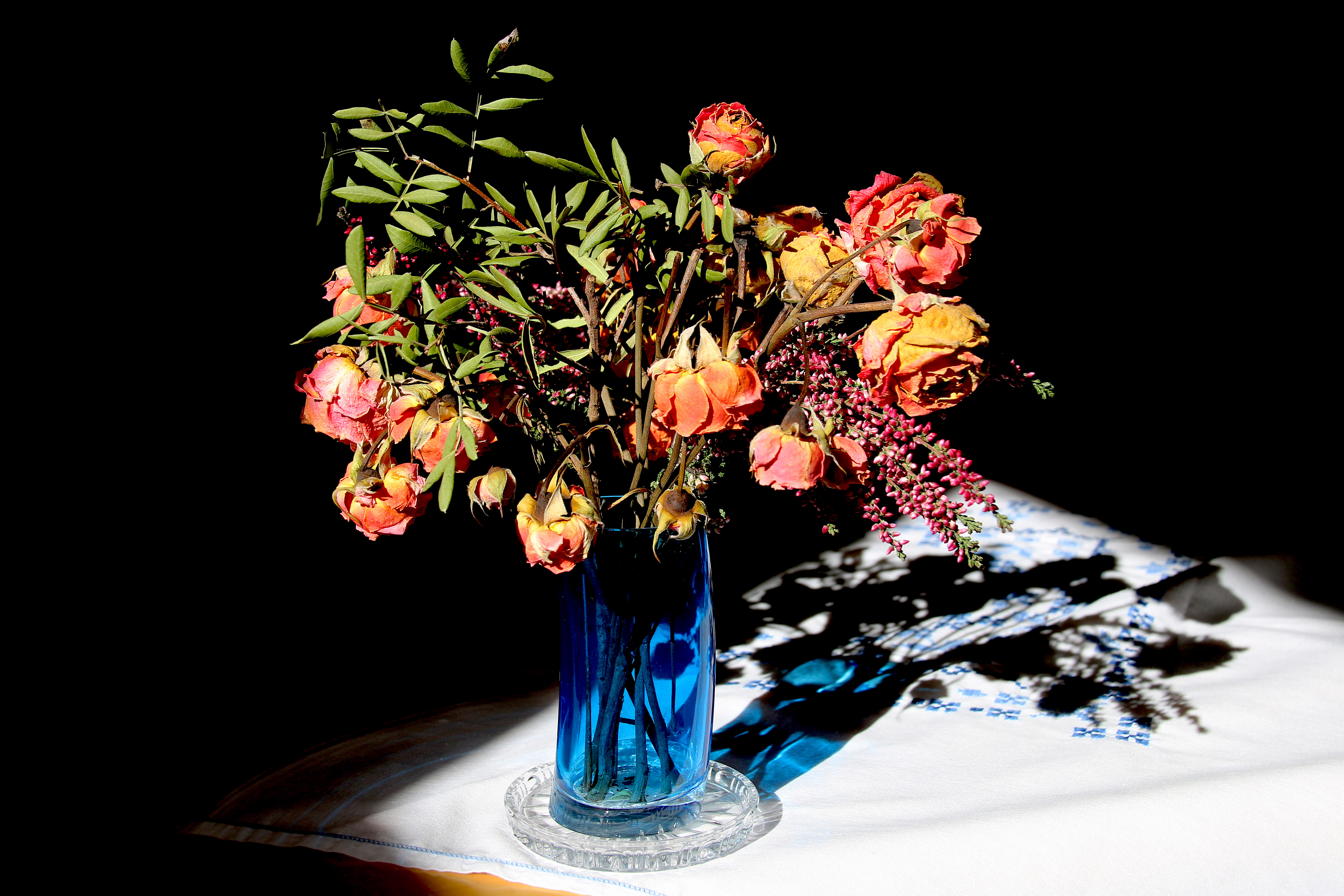
Getrockneter Rosenstrauss

Im Allgemeinen werden Trockenblumen geschnitten, bevor sie vollkommen aufgeblüht sind. Um die Blumen zu trocknen, gibt es unterschiedliche Methoden; am gängigsten ist die Lufttrocknung, bei der dafür geeignete Blumen an gut belüfteten Plätzen in Bündeln aufgehängt werden. Danach kann man sie noch einfärben oder mit zusätzlichen Maßnahmen für bessere Haltbarkeit sorgen. Früher wurden sie, wenn nötig, zur Erhaltung und Verbesserung ihrer Farbe mit Säuren behandelt. Blumen, die leicht ihre Form verlieren, trocknete man in Sand, der heiß mit Walrat und Stearin überzogen wurde; heutzutage übernehmen Trockenmittel wie zum Beispiel Silicagel diese Aufgabe.